# Ashita dorobo
Ashita dorobo (明日泥棒? lett. "La ladra di domani" o "La ladra di Ashita") è un manga seinen del 2007 scritto da Masaya Hokazono e disegnato da Bettencourt.

## Trama
Kyoichi Miyasako, dopo nove anni, è rimasto ancora innamorato di Ashita Tendo, con cui era stato fidanzato al liceo. Mentre una strana sfera nera appare nel cielo di Tokyo, causando la preoccupazione di abitanti e militari, Kyoichi rivede Ashita, esattamente identica a nove anni prima: scopre tuttavia che la ragazza nasconde un particolare segreto.

## Manga
In Giappone, Ashita dorobo è stato pubblicato dal 22 novembre 2007 al 19 maggio 2009 da Shūeisha, sulla rivista Young Jump. In Italia, l'opera è stata pubblicata da Kappa Edizioni, sotto l'etichetta Ronin Manga, dal 17 dicembre 2011 al 28 aprile 2012.

### Volumi
Nell'edizione italiana, i capitoli sono indicati con il termine inglese act.
| 1 | 19 giugno 2008 | ISBN 978-4-08-877442-8 | 17 dicembre 2011 | ISBN 978-8-87-471415-5 |
| 1 | Capitoli - act 1. Time to Say Good-bye - act 2. Now Play the Game - act 3. My Little Girl - act 4. The Perfect Dream - act 5. Clouse Encounters of the Third Kind - act 6. As Like as Two Peas - act 7. Head on Collision                                                             |                        |                  |                        |
| 2 | 17 ottobre 2008 | ISBN 978-4-08-877528-9 | 14 gennaio 2012  | ISBN 978-8-87-471420-9 |
| 2 | Capitoli - act 8. Apocalypse Now - act 9. Forgot Me Not - act 10. Backstage & Front Now - act 11. Stairway to Heaven - act 12. I Want to Be Your Girlfriend - act 13. Let's Search for Tomorrow - act 14. May Her Likes Be Multiplied - act 15. Black Berry Blast Off                 |                        |                  |                        |
| 3 | 19 gennaio 2009 | ISBN 978-4-08-877577-7 | 17 marzo 2012    | ISBN 978-8-87-471429-2 |
| 3 | Capitoli - act 16. Curse You All Menl - act 17. Programmed Cell Death - act 18. Sanitized Back Door Virus - act 19. The Rejuvenation by Darkness - act 20. Tunguska Explosion - act 21. Event-related Synchronization - act 22. Open Beta Test - act 23. The Antinomy of Constitution |                        |                  |                        |
| 4 | 17 luglio 2009 | ISBN 978-4-08-877645-3 | 28 aprile 2012   | ISBN 978-8-87-471437-7 |
| 4 | Capitoli - act 24. Movement and Disappearance - act 25. Disaster Recovery - act 26. Idiot Savant - act 27. Gravitational Acceleration - act 28. Lady Justice - act 29. Countdown to Destruction - act 30. My Heart Will Go On - act 31. Ex Mind in the Box                            |                        |                  |                        |